# Arabie du Sud aux Jeux du Commonwealth
La Fédération d'Arabie du Sud participe une seule fois aux Jeux du Commonwealth, lors des Jeux de 1966 à Kingston, en Jamaïque. Établie en 1962, la fédération envoie à Kingston une délégation de trois concurrents aux épreuves de tir sportif, qui ne remportent pas de médaille. Le pays obtient sa pleine indépendance en 1967 (devenant le Yémen du Sud), sans rejoindre le Commonwealth des Nations, et cesse donc de participer aux Jeux.

## Athlètes et résultats en 1966
| Nom         | Discipline | Épreuves                          | Résultat                 |
| ----------- | ---------- | --------------------------------- | ------------------------ |
| Wakil Omar  | Tir        | 50 mètres carabine allongé hommes | 504 points ; 31e(sur 31) |
| Arif Aulaqi | Tir        | Carabine Fullbore hommes          | 230 points ; 24e(sur 31) |
| Naib Saeed  | Tir        | Carabine Fullbore hommes          | 214 points ; 31e(sur 31) |